# Qaryat al-Faw
Al-Fāw è il nome del sito dell'antica città di Qaryat al-Fāw (in arabo قرية الفاو‎?) del regno arabo dei Kinda due millenni all'incirca di anni or sono.
Essa costituiva allora una tappa lungo la Via dell'incenso tra l'antico Yemen e il resto della Penisola araba, sul bordo del grande deserto sabbioso del Rubʿ al-Khālī.
Il sito archeologico sorge nella provincia saudita di Riyāḍd, a una cinquantina di chilometri a sud del Wadi al-Dawasir.
La città era anche chiamata anticamente Qaryat al-Ḥamrāʾ (Qaryat "la rossa"), Dhū Kahl, Gerḥa, Dhāt al-Jinan, "la città del Paradiso".
Il 27 luglio 2024 il paesaggio culturale dell'area archeologica di al-Faw è stato inserito nella Lista dei patrimoni dell'umanità dell'UNESCO durante la quarantaseiesima sessione del comitato del patrimonio mondiale, diventando l'ottavo sito saudita del patrimonio dell'umanità.